# Heterocerus freudei
Heterocerus freudei is een keversoort uit de familie oevergraafkevers (Heteroceridae). De wetenschappelijke naam van de soort is voor het eerst geldig gepubliceerd in 1973 door Pacheco.